# Pelayo Mancebo y Ágreda
Pelayo Mancebo i Ágreda (Calahorra, 1845 - Burgos, 1912) va ser un enginyer de camins i polític espanyol.

## Biografia
Era fill de Francisco Mancebo i Medrano i de Micaela Ágreda. Era d'una família de grans propietaris de la ciutat de Calahorra, família que va dur a terme una política de consolidació matrimonial amb altres patrimonis de la comarca de la Rioja Baixa, com els Rada, els Fernández de Navarrete i els Sáenz de Tejada.
El títol d'enginyer de camins va obtenir a Madrid el 1868. Va ser diputat a les Corts Espanyoles en dues legislatures, entre maig de 1884 i març de 1886 a les llistes del Partit Conservador pel districte d'Arnedo, circumscripció de Logronyo.
El seu projecte d'enginyeria més famós va ser el del Pont Internacional de Tui-Valença que uneix les viles frontereres de Tui i Valença do Minho. Els plecs originals intentaven conciliar les consideracions d'índole econòmica i d'utilitat, amb les consideracions estètiques.
L'execució final, duta a terme per l'empresa constructora belga Société Anonyme Internationale de Construction et d'Enterprise des Travaux Publics Braine-le-Comte, no va seguir exactament totes les directrius del projecte original, especialment pel que fa a l'ús de bigues de parets plenes, en contraposició a les bigues de gelosia proposades de manera entusiasta per Mancebo, que sent més cares que les primeres, tindrien com a contrapartida un millor resultat estètic.